# Афанасьев, Михаил Николаевич (лётчик)
Михаил Николаевич Афанасьев — лётчик-бомбардировщик, участвовал в Советско-финляндской и Великой Отечественной войне.

## Биография
Родился в деревне Кнутиха (ныне входит в город Чебоксары) в 1919 году. Отец — Афанасьев Николай Иванович.
Окончил семилетнюю школу, затем Чебоксарский аэроклуб (учился вместе с Е. Крутовой). Закончил Оренбургскую школу военных летчиков.
В 1938 году призван в Красную армию. Во время Великой Отечественной войны воевал на Южном фронте лётчиком-бомбардировщиком.
В конце февраля 1942 года при бомбёжке станицы Красноармейское в Донбассе его бомбардировщик Пе-2 был сбит и он приземлился в тылу противника. В ходе ожесточённого боя лётчик погиб:

Как стало известно, Афанасьев освободился от парашюта, но скрыться не успел. Оказался в окружении. Отстреливаясь, он крикнул: «Советский летчик не сдается в плен фашистским гадам!» и последний патрон израсходовал на себя.— «Рус не боялся смерти…»

## Награды
- Награждён орденами Красного Знамени и Ленина.

## Память
- 12 июля 1968 года постановлением Совета Министров Чувашской АССР в честь лётчика названа одна из улиц города Чебоксары. На доме №1 по данной улице установлена мемориальная доска[3] (с просьбой «увековечить память лётчика в городе, где он родился, учился и жил, его именем назвать улицу» обратился в феврале 1968 года бывший командир авиаполка Ф.П. Котляр[1]).